# Unidos do Botão
A Ex-Cola de Samba Unidos do Botão é a menor escola de samba do mundo, criada por Hélio Leites em Curitiba, 1991. Todos os seus membros devem usar um cachecol, sob penalidade de usar papel higiênico no lugar.
Em 2 de fevereiro de 2013, desfilaram na Boca Maldita por apenas 15 minutos. Cada pessoa montou seu próprio mini-carro alegórico livremente, com o carro de Hélio sendo de temática "pinicão".